# Joutenvesi - Pyyvesi
Joutenvesi - Pyyvesi este o arie protejată (arie specială de conservare — SAC, sit de importanță comunitară — SCI) din Finlanda întinsă pe o suprafață de 15.292 ha, integral pe uscat.

## Localizare
Centrul sitului Joutenvesi - Pyyvesi este situat la coordonatele 62°09′41″N 28°44′26″E / 62.1614°N 28.7406°E.

## Înființare
Situl Joutenvesi - Pyyvesi a fost declarat sit de importanță comunitară în august 1998 pentru a proteja 1 specie de animale. Situl a fost protejat și ca arie specială de conservare în aprilie 2015.

## Biodiversitate
Situată în ecoregiunea boreală, aria protejată nu include niciun habitat protejat.
La baza desemnării sitului se află o specie protejată de  mamifere: Pusa hispida saimensis.
Pe lângă speciile protejate, pe teritoriul sitului au mai fost identificate 3 specii de plante, 1 specie de păsări.